# L'isle joyeuse
L'isle joyeuse è un brano per pianoforte di Claude Debussy scritto fra il 1903 e il mese di settembre 1904.

## Storia
All'inizio dell'estate del 1903 Debussy pensò di scrivere una serie di tre pezzi per pianoforte; il primo doveva avere per titolo L'isle joyeuse, il secondo Masques e il terzo avrebbe dovuto essere un brano basato su un ritmo di sarabanda; quest'ultimo brano, proprio per il ritmo lento in tempo ternario, secondo alcuni studiosi, avrebbe potuto essere quello che poi diverrà D'un cahier d'esquisses che fu pubblicato separatamente sempre nel 1904. Il pianista Ricardo Viñes scrisse nel suo diario che il compositore gli aveva fatto ascoltare nel giugno 1903 quella che doveva essere la prima versione del brano intitolato L'isle joyeuse.

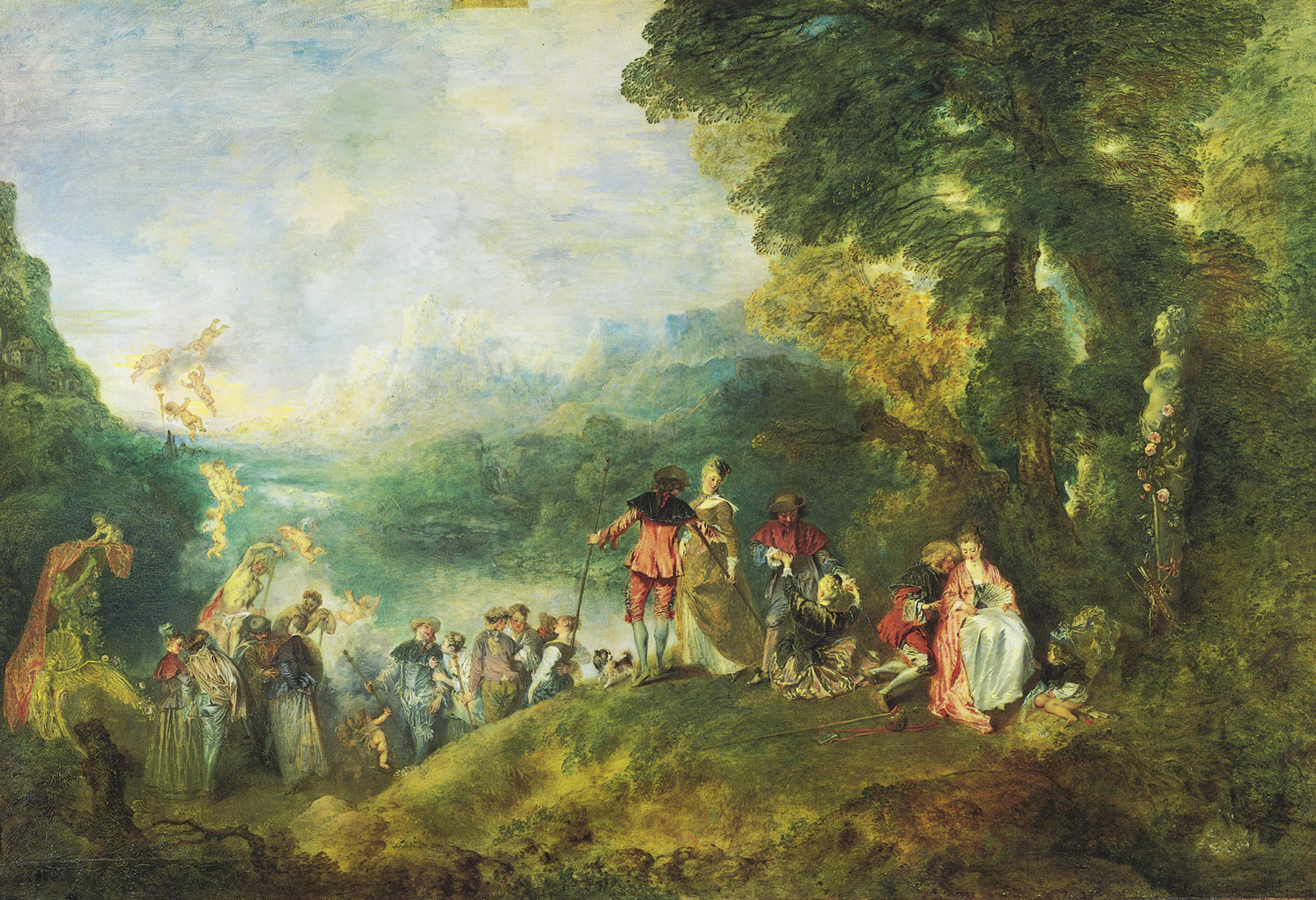
Watteau, Pèlerinage à l'île de Cythère

Pare che il pezzo sia stato ispirato a Debussy da un quadro del 1717 del pittore rococò Antoine Watteau, Pèlerinage à l'île de Cythère. L'isola felice fu anche molto probabilmente quella di Jersey, dove il musicista trascorse momenti importanti con la nuova compagna Emma Bardac nell'estate del 1904; proprio durante questo periodo Debussy revisionò e preparò per la stampa L'isle joyeuse. L'opera fu pubblicata il 10 ottobre successivo dall'editore Durand, a cui il musicista l'aveva venduta, insieme a Masques, per la somma di mille franchi.
La prima esecuzione pubblica del brano fu a opera di Ricardo Viñes a Parigi alla Salle Aeolian il 10 febbraio 1905.
Il direttore d'orchestra Bernardino Molinari ne realizzò nel 1917 una versione orchestrale, approvata da Debussy, e pubblicata sempre da Durand nel 1923.

## Analisi
Considerando l'esecuzione strumentale, L'isle joyeuse è un brano che richiede una discreta capacità pianistica, ma che non presenta eccessivi virtuosismi, anche se Debussy pensava esattamente il contrario. Egli aveva scritto al suo editore lamentandosi della difficoltà da lui creata nell'esecuzione dove si dovevano riunire la forza e la grazia, sottolineando in tal modo il vero valore estetico del pezzo.
Anche se non rigorosamente, presenta alcune caratteristiche della forma-sonata: esposizione di due temi in contrasto, sviluppo e finale. Dopo il trillo iniziale, il brano presenta una notevole cadenza cromatica che prepara al tema principale "leggero e ritmato" dal carattere giocoso; il secondo tema vede accordi nella mano destra ed è più cantabile e lirico del precedente; infine, dopo un vero e proprio sviluppo e una breve ripresa del primo tema, il brano si conclude con una coda che si riallaccia al trillo iniziale.